# 4 Play
4 Play (anche scritto 4play) è il titolo di una compilation del gruppo inglese The Cure, pubblicata nel gennaio 2006 esclusivamente in digitale attraverso il negozio online iTunes Music Store. Un raro disco promozionale, contenente le prime otto tracce, è stato comunque stampato.

## Descrizione
Questa compilation cade poco dopo le ristampe degli album Seventeen Seconds, Faith e Pornography come "deluxe editions" e ne vuole essere un veicolo promozionale: infatti contiene canzoni da ognuno dei dischi bonus (più quattro canzoni dalla precedente ristampa di Three Imaginary Boys) e le quattro title track ri-registrate dal gruppo, più interviste.
La particolarità di questo disco è però che queste ri-registrazioni sono state portate avanti solamente da Robert Smith, Simon Gallup e Jason Cooper, poiché erano appena stati licenziati dal gruppo Perry Bamonte e Roger O'Donnell. Queste quattro tracce sono dunque le uniche nella storia dei Cure ad essere firmate dal trio così composto (pochi mesi dopo ritornerà infatti in formazione Porl Thompson).

## Tracce
1. 10:15 Saturday Night – 3:40
2. Subway Song (live in nottingham 10/79) – 2:29
3. A Forest – 5:55
4. At Night (live in France 6/80) – 5:35
5. Primary – 3:35
6. The Funeral Party (live somewhere summer/81 – 4:36
7. The Hanging Garden – 4:34
8. A Short Term Effect (live in Brussels 6/82) – 4:03
9. Three Imaginary Boys (Interview) – 4:58
10. Three Imaginary Boys (Re-recorded 25.5.05) – 3:10
11. Seventeen Seconds (Interview) – 5:06
12. Seventeen Seconds (Re-recorded 18.5.05) – 3:58
13. Faith (Interview) – 4:02
14. Faith (Re-recorded 17.5.05) – 7:00
15. Pornography (Interview) – 5:12
16. Pornography (Re-recorded 25.5.05) – 5:45

## Formazione
- Robert Smith - chitarra, voce
- Simon Gallup - basso
- Jason Cooper - batteria